# Алісія Фенікс
Алісія Фенікс Кампос (ісп. Alicia Fenieux Campos) — чилійська письменниця та журналістка. Авторка антиутопій, що є рідкісним серед чилійських жінок.

## Біографія
Закінчивши Чилійський університет у 1982 році, Алісія Фенікс почала трудову діяльність пресрепортеркою на 11 каналі. Через 3 роки почала працювати на телеканалі TVN, де пропрацювала 18 років, беручи участь у створенні знакових програм, таких як «El mirador» і «Temas». У цих програмах вона працювала разом із Мерседес Дуччі, Патрісіо Баньядосом, Нібальдо Мошатті, Андреа дель Орто, Габріелою Тессмер і Патрісією Скантлбері. 
За останні роки вона опублікувала 6 науково-фантастичних книг: «Дівчина у віртуальному кафе», «Побачення в бульбашці», «Недосконале майбутнє», «Майбутнє недосконале», її перші романи «Любов клонів» і «Чарівне життя». «Недосконале майбутнє» спонсорувала Чилійська національна комісія зі співробітництва з ЮНЕСКО. 
Алісія Фенікс вважається однією з небагатьох чилійських жінок, які писали антиутопії. Вона брала участь у літературних майстернях Ани Марії Гуйральдес та Марчело Сімонетті. 
Одружена, має двох дітей.
У 2016 році отримала нагороду «Найкращий неопублікований роман» від Національної ради з питань культури та мистецтва, того ж року книга «Неідеальне майбутнє» була перекладена англійською та видана в Іспанії. 
У 2018 році запрошена взяти участь в антології «Інші» з оповіданням «Ірізол», представленим в Іспанії Урсулою Ле Гуїн.

## Книги
- 2010, Дівчина з віртуального кафе
- 2012, Дата у бульбашці
- 2014, Неідеальне майбутнє
- 2016, Любов клонів
- 2017, Прекрасне життя

## Нагороди
- 2010, Повість «Запалляр, літо 2070», фіналістка Конкурсу 200-річчя, входить до антології «Насіння для пам'яті».[2][3][4]
- 2011, Почесна відзнака Муніципальної літературної премії в жанрі оповідання (муніципалітет Сантьяго) за її книгу «Дівчина з віртуального кафе».
- 2016, премія Unanimous Award за найкращий неопублікований роман (Best Literary Works Award, National Book and Reading Council) за книгу «Любов клонів».
- 2017, друге місце в категорії «Вигадані історії іспанською мовою» (Книжковий фестиваль Північного Техасу) за її книгу «Прекрасне життя».